# Steven Parent
Steven Earl Parent (Contea di Los Angeles, 12 febbraio 1951 – Los Angeles, 9 agosto 1969) è stato un giovane statunitense vittima degli omicidi commessi dalla famiglia Manson.

## Biografia

### I primi anni
Nato nella Contea di Los Angeles da Wilfred Elmer e Juanita, Steven Parent assieme ai tre fratelli più giovani, crebbe a Los Angeles nel quartiere suburbano di El Monte. Parent frequentò l'Arroyo High School a El Monte e trascorse il suo tempo ascoltando la popolare musica folk e suonando la chitarra. I principali interessi di Steven erano l'elettronica e la meccanica, interessi che lo portarono perfino ad avere problemi con la legge. Parent fu arrestato molte volte per aver rubato autoradio, per il solo scopo di capire come funzionassero. Questi furti lo costrinsero a passare un periodo in un centro di correzione giovanile. Mentre era in custodia migliorò notevolmente le sue abilità in elettronica e meccanica. Nel giugno 1969 Steven si diplomò alla Arroyo High School con l'idea di proseguire gli studi al Citrus Junior College ad Azusa (California) in settembre. Per guadagnare i soldi per il college Parent faceva due lavori. Di giorno lavorava a tempo pieno per la ditta di consegne Valley City Plumbing Company a Rosemead. Alla sera, lavorava come venditore al Jonas Miller Stereo a Wilshire Boulevard.

### Morte
Nel giugno 1969 Steve raccolse William Garretson che stava facendo l'autostop a Beverly Hills. Garretson era il guardiano della residenza al 10050 di Cielo Drive nel Benedict Canyon che, al tempo, era occupata dal regista Roman Polański e sua moglie, l'attrice Sharon Tate. Dopo che Parent diede il passaggio a Garretson, il giovane guardiano lo ringraziò e lo invitò a fermarsi ogni volta che passava da quelle parti. L'8 agosto 1969, dopo il lavoro, Steven guidò fino a Benedict Canyon e arrivò al 10050 Cielo Drive circa alle 23:45, sperando di riuscire a vendere un orologio digitale-analogico Sony a William Garretson. Steven mostrò l'orologio a William che però non lo volle comprare. Così Parent chiamò al telefono John Friedman, uno studente dell'UCLA a cui doveva costruire uno stereo, e rimase a casa del guardiano il tempo sufficiente per finire la birra che gli era stata offerta. Circa alle 00:15 Steve salutò Garretson e lasciò la casa, senza sapere che i membri della "Manson Family" stavano violando la proprietà con l'intenzione di uccidere e derubare i residenti.
Così Parent salì nell'auto del padre, una AMC Ambassador bianca del 1966, e si diresse verso il cancello principale. Guidò fino alla fine del vialetto e si fermò per premere il bottone per l'apertura del cancello elettronico. Quando abbassò il finestrino dell'auto si trovò davanti una figura scura che gli gridò, "Alt!". La figura era un membro della Manson Family, Charles "Tex" Watson, con una pistola revolver calibro 22 in una mano e un coltello da caccia nell'altra. Parent supplicò Watson: "Per favore, non farmi male. Non dirò nulla". Istintivamente cercò di proteggere la faccia con il braccio nel momento in cui Watson sferrò un colpo con il coltello, tagliando di netto il cinturino dell'orologio che Parent aveva al polso. In seguito Watson sparò quattro volte a Parent in una rapida successione, colpendolo alla faccia e al petto.
La mattina del 9 agosto 1969, i corpi di Steven Parent, Sharon Tate, Jay Sebring, Abigail Folger e Wojciech Frykowski furono scoperti dalla cameriera di Polański, Winifred Chapman. L'unico sopravvissuto nella proprietà fu William Garretson, che non venne scoperto e che apparentemente, dalla sua abitazione, non sentì nulla. Parent, al momento del ritrovamento del corpo, non aveva con sé documenti di riconoscimento e per un breve periodo venne chiamato dalle autorità John Doe 85. Nel pomeriggio il corpo fu identificato dalla famiglia. Il funerale di Steven Parent ebbe luogo il 13 agosto 1969 alla Church of the Nativity di El Monte, dopo di che venne sepolto al Queen of Heaven Cemetery nelle vicinanze di Rowland Heights.
Il padre di Steve, Wilfred Parent, espresse delle critiche per il modo in cui la morte del figlio era stata trattata, e affermò di essere stato avvisato per telefono della morte da parte di un detective di Los Angeles. Egli inoltre criticò il modo con cui i media parlarono principalmente delle vittime famose della strage, gettando solo un piccolo interesse per il figlio. Negli ultimi anni, Janet Parent, sorella di Steven, cominciò a chiedere chiarezza sulle parole dei killer. Inoltre si espresse pubblicamente contro gli assassini del fratello e chiese una revisione della pena per Susan Atkins e Charles "Tex" Watson.